# Gandalf
Gandalf è un personaggio di Arda, l'universo immaginario fantasy creato dallo scrittore inglese J. R. R. Tolkien. Compare con un ruolo da protagonista nei romanzi Lo Hobbit e Il Signore degli Anelli, e appare anche ne Il Silmarillion e nei Racconti incompiuti.
All'interno del corpus dello scrittore, Gandalf si distingue come uno dei membri del Bianco Consiglio, un'assemblea che ha lo scopo di combattere l'Ombra nella Terra di Mezzo, del quale diventa successivamente capo e guida a seguito del tradimento di Saruman. Il ruolo di Gandalf ne Lo Hobbit e Il Signore degli Anelli è quello di guida per i protagonisti, rispettivamente Bilbo e Frodo Baggins. Ne Il Signore degli Anelli, oltre a essere uno dei principali baluardi della resistenza contro l'Oscuro Signore Sauron, Gandalf diviene anche il capo della Compagnia dell'Anello.
Gandalf viene citato inoltre in altre opere di Tolkien. Nei Racconti incompiuti vengono aggiunti dettagli sulla sua origine e alcuni fatti antecedenti la trama de Il Signore degli Anelli. Ne Il Silmarillion, invece, vengono aggiunti dettagli sulle dinamiche del Bianco Consiglio durante la storia de Lo Hobbit e Il Signore degli Anelli.

## Ispirazione

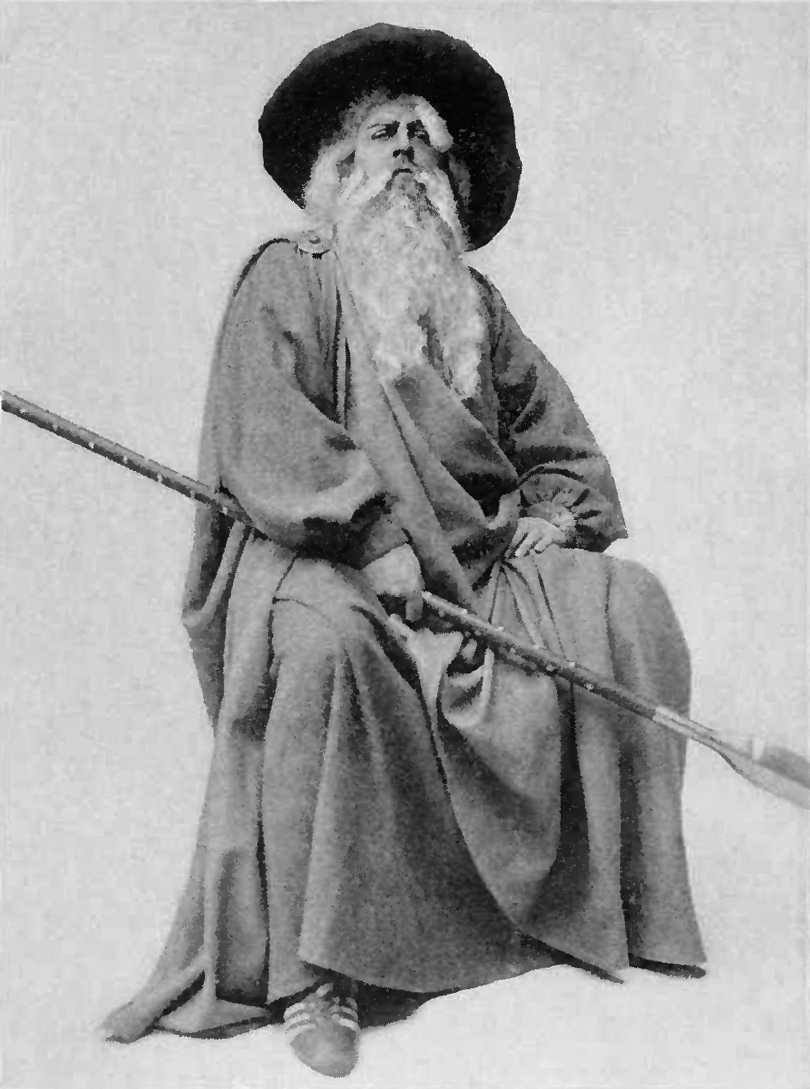
Odino il Vagabondo, del 1914

Nella sua biografia su Tolkien, Humphrey Carpenter descrive un dettaglio riguardo a un viaggio dell'autore in Svizzera nell'estate del 1911 nel quale avrebbe preso l'ispirazione del personaggio dopo aver acquistato una cartolina intitolata Der Berggeist:
Il dipinto originale è stato poi messo all'asta presso Sotheby's a Londra il 12 luglio 2005 per 84 000 £. Madlener aveva ceduto il dipinto al proprietario precedente negli anni quaranta, affermando che le montagne sullo sfondo erano le Torri del Vajolet, sulle Dolomiti.
L'origine del nome è da ricondurre a "Gandálfr", che compare nella Vǫluspá alla strofa 12 enumerato tra i Dvergar, insieme con altri nomi che ispireranno i personaggi de Lo Hobbit. Il nome in norreno significa probabilmente "elfo incantatore" o "elfo ingannatore". In una lettera del 1946 Tolkien afferma di aver concepito Gandalf come un "vagabondo odinico". Altri autori hanno paragonato Gandalf al dio nordico Odino nella sua forma di vagabondo, un vecchio uomo con un occhio solo, una lunga barba grigia, un ampio cappello bianco stropicciato, e un bastone. Secondo altri critici, Gandalf presenta alcune somiglianze con Väinämöinen, stregone della mitologia finlandese, o con mago Merlino, personaggio centrale delle leggende arturiane.

## Biografia del personaggio

### Valinor e arrivo nella Terra di Mezzo
Gandalf appartiene all'ordine degli Istari o Stregoni, spiriti appartenenti ai Maiar (della stessa essenza dei Valar, ma dotati di poteri minori): in particolare, egli è seguace di Nienna, dea della pietà e della compassione, da cui apprese le qualità che lo caratterizzano all'interno della narrazione. In uno scritto, riportato nei Racconti incompiuti, Tolkien dice che molti a Gondor ritenevano che egli non fosse altro che l'ultima incarnazione di Manwë, il Capo dei Valar, prima del suo definitivo ritiro sul Taniquetil e della Dagor Dagorath.
Gli Istari, incarnati in corpi di uomini, vennero inviati dai Valar per contrastare la malvagità proveniente da Est. Egli dimorava nel giardino di Irmo a Valinor. È considerato il più saggio del suo ordine sia dai Valar quanto dagli altri tre Istari inviati nella Terra di Mezzo, che videro invece cupidigia e brama di potere in Saruman. Gandalf fa il suo arrivo nella Terra di Mezzo all'inizio dell'XI secolo della Terza Era, ultimo tra tutti gli Istari, per aiutare e sostenere coloro che si opponessero a Sauron. Egli venne scelto espressamente da Manwë, ma Gandalf in un primo momento rifiutò, non ritenendosi all'altezza del compito. Manwë e Varda, a riprova della considerazione che avevano per lui, gli ingiunsero di partire, «non come terzo» (due Istari erano già stati scelti). Gandalf è considerato il "Nemico di Sauron", e con lui condivide la razza (sono entrambi Maiar), con la differenza che lo spirito di Gandalf è incarnato, con tutte le conseguenze che questo implica (come la capacità di provare paura, dolore, stanchezza, fame e sete); inoltre gli è stato fatto divieto di usare il suo potere per cercare di dominare elfi e uomini con la forza o con la paura. Al suo arrivo Círdan il Carpentiere, «che vedeva più lontano di chiunque altro sulla Terra di Mezzo», aveva riconosciuto in lui il più possente fra quelli che arrivarono, nonostante fosse più minuto e apparentemente il più vecchio, e gli aveva donato uno dei tre Anelli degli Elfi, Narya, l'Anello di Fuoco dal colore rosso, con queste parole:
[...] Io ritengo che in giorni a venire dovrà essere in mani più degne delle mie, che lo tengano per accendere tutti i cuori al coraggio.»
Fu colui che riportò l'Elessar da Valinor, per poi donarlo a Galadriel. In seguito viaggiò per molto tempo nella Terra di Mezzo imparando ciò che aveva dimenticato incarnandosi in un corpo e portando speranza in mezzo alla gente. Durante la Terza Era Sauron fece segretamente ritorno nella Terra di Mezzo, stabilendosi nell'antica fortezza di Dol Guldur, in Boscoverde il Grande. La sua influenza scese sul bosco che si incupì in poco tempo, diventando il ben più noto Bosco Atro. Tra gli Istari, Gandalf fu colui che più si insospettì per la tenebra di Bosco Atro, perché, sebbene molti la ritenessero opera dei Nazgûl, egli temeva trattarsi invece dell'ombra iniziale di Sauron tornante. Lo stregone entrò a far parte del Bianco Consiglio, ma rifiutò di esserne il capo, poiché non voleva avere legami e obblighi, salvo verso coloro da cui era inviato, né voleva dimorare in alcun luogo od obbedire a convocazioni di sorta.
Durante un secondo viaggio a Dol Guldur, Gandalf scoprì, come supponeva, che Sauron era tornato.
Il Bianco Consiglio si riunì per la seconda volta e Gandalf propose subito di attaccare Dol Guldur, ma Saruman si dichiarò di parere contrario, consigliando di attendere e vigilare. Nessuno dei membri del Consiglio, neppure lo stesso Gandalf, sospettava che Saruman si era volto a foschi pensieri e che in cuor suo era già un traditore.

### Lo Hobbit

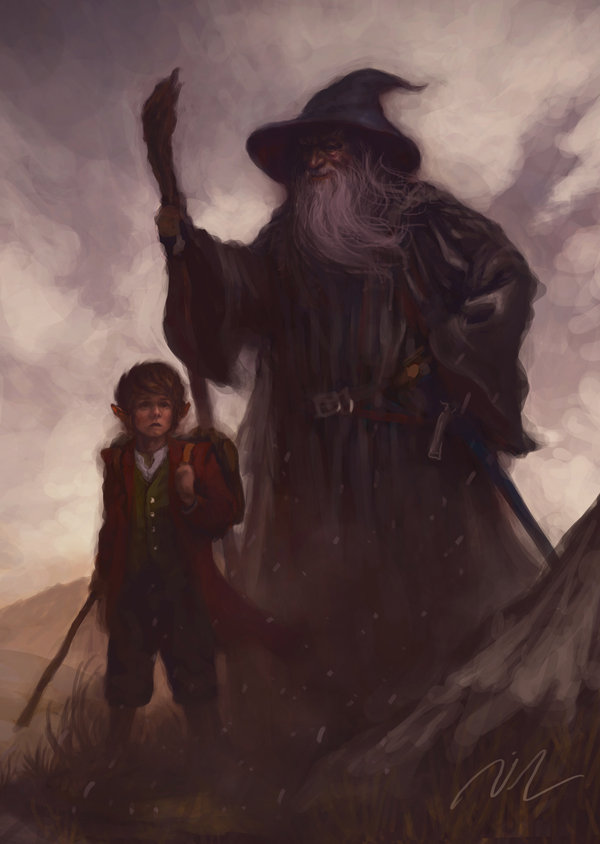
Bilbo e Gandalf (illustrazione di Joel Lee)

Ne Lo Hobbit, Gandalf aiuta la compagnia dei Nani di Thorin Scudodiquercia a recuperare il tesoro all'interno della Montagna Solitaria (Erebor), infestata da un drago, Smaug. Della compagnia organizzata da Gandalf entra a far parte anche lo Hobbit Bilbo Baggins nel ruolo di scassinatore. Durante il viaggio lo stregone funge da guida ed esploratore: al ritorno di una di queste esplorazioni salva i Nani e Bilbo da tre Troll, facendoli litigare e dando tempo al sole di sorgere e di tramutarli in pietra. In questa occasione, inoltre, dopo essere riuscito a scoprire la caverna dei Troll, si impossessa di una delle loro spade elfiche, Glamdring.
Successivamente il gruppo viene attaccato dai Goblin, e Gandalf è l'unico, tramite la sua magia, a non essere catturato. Proprio lui poco dopo salva i Nani e lo Hobbit dalle grinfie del Re dei Goblin, uccidendolo. Fuggito dalle caverne insieme con i Nani e Bilbo, viene inseguito da Orchi e Lupi mannari, per poi essere salvato da Gwaihir, il Signore delle Aquile; egli infatti aveva un debito di riconoscenza con lo stregone, dato che egli una volta gli aveva curato una ferita. Dopo aver raggiunto la Casa di Beorn ed essersi ripreso dalla fatica del viaggio, Gandalf abbandona il gruppo temporaneamente per sbrigare altre faccende. Nelle Appendici de Il Signore degli Anelli e nei Racconti incompiuti viene rivelato che la sua assenza è giustificata dal fatto che lo stregone si rechi al Bianco Consiglio per decidere se attaccare Dol Guldur, fortezza di Sauron. Successivamente, Gandalf, dopo l'attacco inferto a Sauron, ricompare in occasione della battaglia dei cinque eserciti.

### La Cerca di Erebor
La Cerca di Erebor costituisce un racconto in prima persona di Gandalf sui fatti accaduti nella prima parte de Lo Hobbit. In questo racconto si narra di come Gandalf sia penetrato a Dol Guldur, trovando il delirante Thráin II, il quale lo prega di dare al figlio Thorin Scudodiquercia una mappa della città di Erebor e una chiave. In seguito Gandalf concepisce l'idea di proporre lo hobbit Bilbo Baggins come "scassinatore" per i nani, intuendo che fosse necessario per loro riconquistare il loro regno perduto a discapito del drago Smaug. Gandalf intuisce l'utilità nella storia degli hobbit, e di Bilbo nello specifico, e casualmente incontra Thorin: i fili della ragnatela si uniscono nella sua mente. Gandalf inoltre narra di come sia stato difficile superare la diffidenza iniziale di Thorin verso Bilbo, il quale lo riteneva un essere "molle come il fango della Contea, e stupido.".

### Il Signore degli Anelli
All'inizio de Il Signore degli Anelli, ambientato circa sessant'anni dopo il termine de Lo Hobbit, Gandalf consiglia a Bilbo di lasciare in eredità al cugino Frodo l'anello magico trovato nella precedente avventura con i nani. Riparte quindi dalla Contea per sincerarsi della natura dell'Anello e, una volta confermata tale ipotesi, ritornerà a Casa Baggins, informando Frodo, che decide di lasciare la Contea. Mentre gli hobbit (ovvero Frodo e gli amici Sam, Merry e Pipino) si recano a Brea, Gandalf decide, sotto consiglio di Radagast, di partire verso Isengard, residenza di Saruman, ignaro del fatto che Saruman abbia deciso di tradire gli altri stregoni, volendo il potere dell'Anello per sé. Nasce uno scontro, da cui Gandalf esce sconfitto e viene imprigionato nella torre di Orthanc. Fuggito da Isengard mediante l'aiuto di Gwaihir, il Signore delle Aquile, raggiunge Frodo a Gran Burrone e diventa membro della Compagnia dell'Anello, nove viandanti inviati alla distruzione dell'Anello, prendendone il comando. Gandalf tenta di condurre la Compagnia attraverso il passo di Caradhras, ma non riesce a varcarlo a causa di una tempesta di neve. Li guida allora attraverso le miniere di Moria, ma durante il viaggio cade in un abisso nel combattimento contro il Flagello di Durin, un Balrog.
Sconfitto il demone, Gandalf muore: viene però rimandato dalla morte, purificato, prendendo il posto di Saruman come "Stregone Bianco" e divenendo una fiamma radiante (comunque ancora velata se non in momenti di estrema necessità). A spiegazione del cambiamento in seguito ebbe a dire:
Gandalf si manifesta nuovamente presso la foresta di Fangorn, dove incontra Aragorn, Legolas e Gimli, che si trovavano sulle tracce di Merry e Pipino, rapiti da un gruppo di Uruk-hai inviati da Saruman. La missione del "nuovo" Gandalf è quella di guidare gli uomini nella loro grande battaglia contro Sauron, la battaglia per la libertà della Terra di Mezzo. Egli organizza la difesa di Rohan liberando re Théoden dal malefico influsso di Grima Vermilinguo, al servizio di Saruman. Gandalf in seguito raduna gli uomini dispersi di Erkenbrand facendoli arrivare in tempo per la fase finale della battaglia del Fosso di Helm; dopo la battaglia, si reca poi a Orthanc, dove parla con Saruman, respingendo un'ultima offerta di unirsi a lui come alleato.
Dopo la scoperta dei piani di Sauron, Gandalf si reca a Minas Tirith, capitale del regno di Gondor. Qui Gandalf incontra l'ostilità di Denethor, il Sovrintendente, su cui riesce tuttavia ad avere la meglio, impedendogli di uccidere il proprio figlio Faramir. Durante la grande battaglia dei Campi del Pelennor, lo Stregone Bianco dirige la difesa della città. Respinto l'assalto di Sauron e vinta la battaglia, Gandalf trasferisce il comando della guerra ad Aragorn, ora a tutti gli effetti re di Gondor e principale nemico dell'Oscuro Signore. Il felice esito della missione di Frodo al Monte Fato e la distruzione dell'Anello costituiscono il trionfo della sapienza e della saggezza di Gandalf. Con la fine di Sauron viene anche meno la missione dello stregone nella Terra di Mezzo. Egli dunque parte con gli ultimi elfi e con i portatori dell'Anello (Bilbo e Frodo) verso Valinor.

## Descrizione

### Aspetto fisico

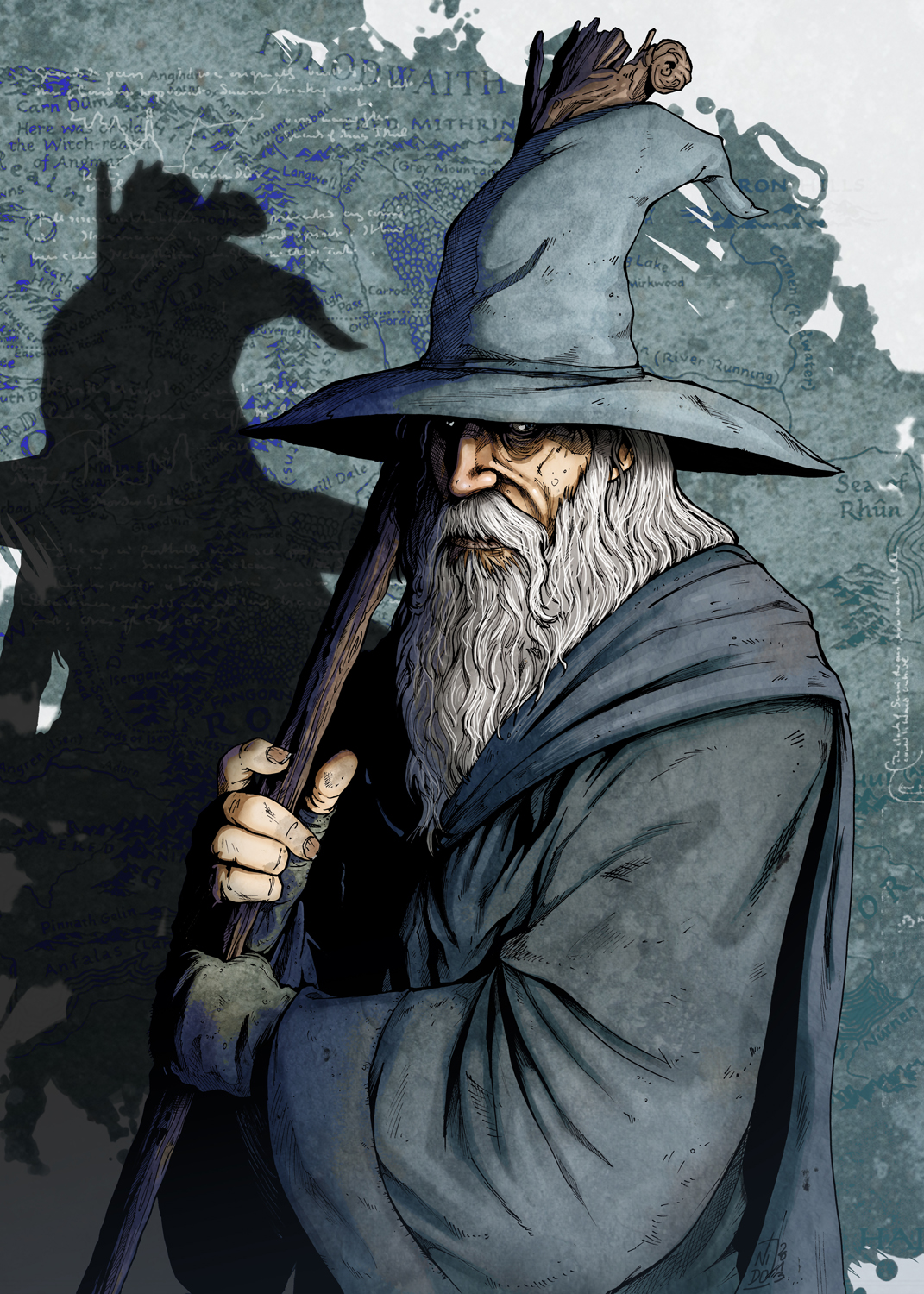
Rappresentazione artistica di Gandalf

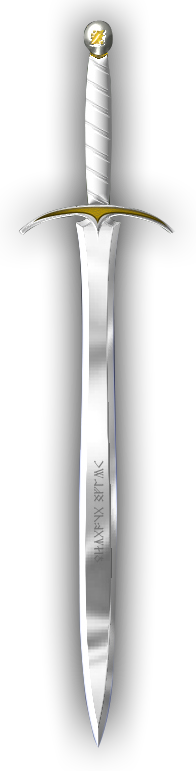
Rappresentazione artistica di Glamdring, spada usata da Gandalf

La prima descrizione del personaggio avviene ne Lo Hobbit:
(Prima descrizione di Gandalf il Grigio, J. R. R. Tolkien, Lo Hobbit)
Gandalf è un vecchio vestito di grigio, con un grande cappello blu a punta, una sciarpa argentata e stivali neri. Ha i capelli lunghi e bianchi, così come la barba, e caratteristica particolare del suo aspetto sono le sopracciglia particolarmente folte e talmente lunghe da spuntare dall'orlo del suo cappello. Il suo vestiario logoro e consunto è in netta contrapposizione con quello degli altri membri del Bianco Consiglio, che vestono invece abiti pregiati ed eleganti: da ciò si deduce che Gandalf non badi troppo al suo aspetto; è un uomo trasandato, dall'aspetto molto trascurato e disordinato, ma con dei tratti rassicuranti e un'espressione principalmente pacifica.
Dopo il suo scontro col Balrog e la sua "rinascita", l'aspetto di Gandalf cambia radicalmente:
(Descrizione di Gandalf il Bianco, J. R. R. Tolkien, Il Signore degli Anelli)
Sostituendo Saruman come capo del Consiglio e degli Istari, Gandalf viene vestito di sontuosi abiti bianchi e il suo stesso aspetto, a partire da barba e capelli, appare molto più ordinato e nobile; tutto ciò mette in evidenza il suo (ora ulteriormente più accentuato) ruolo di guida delle forze del bene e di capo della resistenza all'Oscuro Signore. Dalle prime bozze fino alla pubblicazione della prima edizione de Lo Hobbit, Gandalf è descritto come un "piccolo vecchio uomo" (little old man), diverso da un nano, ma non ancora della statura umana che gli sarebbe poi stata attribuita all'interno de Il Signore degli Anelli. In quest'ultima opera, non è molto più basso di Elrond e degli altri stregoni.

### Aspetti caratteriali
Durante la sua prima apparizione, Bilbo Baggins descrive Gandalf come uno stregone che ha «l'abitudine di metter tutto sottosopra». Tale affermazione è giustificata dalle abitudini dello stregone di stravolgere le pacifiche vite degli Hobbit, in particolar modo dei giovani, i quali sono invogliati da Gandalf stesso per «partire per l'Ignoto in cerca di pazze avventure». Nel progredire de Lo Hobbit, si nota come Gandalf non sia solo un semplice stregone, ma una guida per i protagonisti e, soprattutto, una persona dotata di intelligenza, saggezza, spontaneità e semplicità d'animo. Tale caratteristiche spingono le persone che gli stanno intorno a riporre facilmente fiducia in lui. Specialmente Bilbo e Frodo, nel corso dei romanzi, si affidano a Gandalf nelle scelte da compiere. Inoltre, proprio per le sue abilità come guida e per la sua esperienza, verrà scelto da Elrond come guida della Compagnia dell'Anello durante il viaggio verso Mordor.
In una lettera del 1954, Tolkien si riferisce a Gandalf come un "Angelo incarnato", e successivamente, nel 1965 e nel 1971, come un essere angelico. Gandalf viene descritto da Círdan il Costruttore di Navi come "lo spirito più grande e il più saggio", mentre Galadriel rivela che avrebbe preferito Gandalf come capo del Bianco Consiglio piuttosto che Saruman. Nonostante la sua posizione, infatti, Saruman non era considerato il più saggio fra gli Istari e i membri del consiglio, i quali gli preferivano il Grigio Pellegrino. Tale paragone portò Saruman a provare gelosia nel confronti di Gandalf. Secondo quanto scrive Tolkien, «Saruman ben presto divenne geloso di Gandalf, e la rivalità alla fine si trasformò in odio».
Ne Lo Hobbit, Bilbo, durante il suo incontro con lo stregone, lo descrive pieno di passatempi e di abitudini come la fabbricazione dei fuochi d'artificio e la narrazione di splendide storie ai giovani hobbit. Inoltre amava compiere piccole magie di fuoco per gli hobbit, ma mai con intenti di vanteria o di esibizionismo. Come la razza hobbit, a cui è molto affezionato, Gandalf ama fumare l'erba pipa. Gandalf non ha fissa dimora, ma si sposta continuamente: per le sue vesti e i suoi lunghi viaggi viene dunque chiamato Il Grigio Pellegrino. Viene inoltre descritto come un individuo non interessato né alle ricchezze né ad avere una schiera di seguaci. Sempre riguardo al suo carattere, nei Racconti incompiuti si legge:
Gandalf, pur essendo un essere cosiddetto "angelico" (un Maiar), è incarnato e quindi soggetto alle debolezze degli esseri umani. Ne Il Signore degli Anelli, infatti, Gandalf dimostra la sua preoccupazione esplicitando che il suo potere non potrebbe aiutarlo a difendersi dall'Unico Anello e, quindi, dal desiderio di averlo. Per questo, quando Frodo offrirà l'Anello allo stregone, quest'ultimo lo rifiuterà immediatamente: «Non tentarmi Frodo! Non oso prenderlo, nemmeno per tenerlo al sicuro. Capiscimi, Frodo: userei questo Anello per il desiderio di fare del bene, ma attraverso me eserciterebbe un potere troppo grande e terribile da immaginare!». Tolkien, in una lettera a Michael Straight, l'editore di New Republic, scrisse che, nonostante Gandalf sia un essere superiore, presenta comunque alcune debolezze umane: «[questi stregoni sono] anche... coinvolti nel pericolo dell'incarnazione: la possibilità della "caduta", del peccato, se vuoi».

### Nomi

La cirth numero 19, rappresentante la lettera "G",.

Durante la stesura de Lo Hobbit nei primi anni trenta Tolkien diede il nome Gandalf al leader dei nani, il personaggio poi chiamato Thorin Scudodiquercia. Il nome deriva, come tutti i nomi di nani all'interno de Lo Hobbit, dal "Catalogo dei Nani" della Vǫluspá. L'antico nome norreno Gandalfr incorpora le parole gandr (bacchetta, bastone o - specialmente nelle parole composte - magico) e álfr (elfo). Il nome Gandalf si trova inoltre in almeno un altro mito nordico, l'Heimskringla, che descrive brevemente Gandalf Alfgeirsson, un leggendario re nordico della Norvegia Orientale, rivale di Halfdan il Nero. All'interno delle varie opere di Tolkien Gandalf (pronuncia: /ˈɡændɑːlf/), più precisamente Gandalf il Grigio (Gandalf the Grey), è il nome usato dagli uomini nel Nord della Terra di Mezzo. Gandalf, in ovestron, significa "elfo col bastone" (elf with the staff), seguendo l'etimologia norrena del nome. Infatti gli abitanti della Terra di Mezzo confondevano facilmente Gandalf per un uomo o per un elfo, sebbene non appartenesse a nessuna di queste specie. Più avanti nella storia muta il suo nome in Gandalf il Bianco (Gandalf the White). Il cambiamento dell'appellativo e di colore indica come Gandalf prenda il posto di Saruman nella gerarchia degli Istari e all'interno del Bianco Consiglio; egli stesso afferma Saruman come avrebbe dovuto essere.
A seconda del popolo e dell'epoca Gandalf è chiamato con vari altri nomi:
Olórin (pronuncia: /oˈlɔːrin/) è il nome usato a Valinor. In quenya significa "colui che suggerisce sogni", dove "sogno" è da intendersi, secondo le parole dell'autore, come "chiara visione dentro la mente". L'etimologia risale infatti alla radice Olo-s che significa "visione, fantasia, sogno". Su note sparse, riportate nei Racconti incompiuti viene affermato che Olórin dimorava nel Lórien a Valinor, dove s'aggirava invisibile tra gli elfi, oppure con le sembianze di uno di essi, i quali ignoravano l'origine delle belle visioni e suggerimenti di saggezza che metteva nei loro cuori. Come commento alle stesse note, Christopher Tolkien, curatore del libro, fa notare la presenza della stessa radice nei nomi Olofantur, vero nome di Lórien il Vala (padrone dei sogni e delle visioni, mutato successivamente in Irmo), e Olòre Malle, il "Sentiero dei Sogni". Mithrandir (pronuncia: /miθrˈandir/) è il nome sindarin, usato dagli elfi e dagli uomini di Gondor. Significa "Grigio Pellegrino" o "Grigio Viandante".
Incánus (pronuncia: /inˈkaːnus/) è il nome usato "al sud". La lingua e il significato del nome sono sconosciuti: Tolkien stesso era indeciso fra più interpretazioni. In una nota del 1966 Tolkien suggerisce che si tratti di un adattamento quenya di una parola della lingua degli haradrim, che significa "Spia del Nord" (Inkā + nūs(h)). Ma in un'altra nota scritta l'anno successivo Tolkien ritiene improbabile che Gandalf sia stato nell'Harad, e che il nome sia stato coniato a Gondor in tempi antichi. Il nome deriverebbe quindi dagli elementi in(id)-, "mente", e kan-, "governante". Ai tempi in cui Il Signore degli Anelli venne scritto, sembra che Tolkien si fosse ispirato esclusivamente alla parola latina incānus che significa "canuto, che incanutisce".Tharkûn (pronuncia: /ˈtʰarkun/) è il nome usato da Gandalf presso i nani. La traduzione proposta nei Racconti perduti è "Uomo-bastone" (Staff-man). In Guida ai nomi de Il Signore degli Anelli, si fa a riferimento a Tharkûn come nome utilizzato dai nani nella loro lingua, il khuzdul, mentre Gandalf, dal medesimo significato, sarebbe stato usato per riferirsi a lui nel linguaggio di tutti i giorni.
Oltre ai nomi principali a Gandalf nelle opere tolkieniane sono stati attribuiti diversi appellativi, usati occasionalmente o in circostanze particolari. Mantogrigio o Cappagrigia (Greyhame), dagli abitanti di Rohan, Il Cavaliere Bianco (The White Rider) dopo la sua rinascita (in seguito al suo scontro col Balrog), oppure semplicemente Stregone, dagli orchi. Menzione merita Corvotempesta (Stormcrow), nome datogli da re Théoden, su incitazione di Grima Vermilinguo, per la presunta abitudine di preannunciare delle sventure col suo arrivo.

## Adattamenti

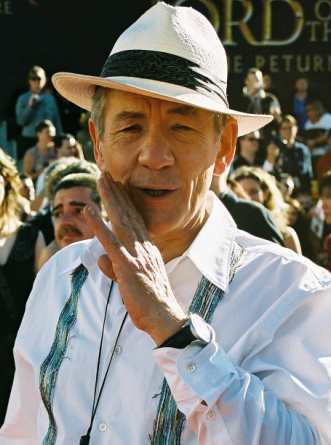
Ian McKellen alla prima del film Il Signore degli Anelli - Il ritorno del re a Wellington, Nuova Zelanda

Gandalf è apparso in molti adattamenti cinematografici e radiofonici de Il Signore degli Anelli. Il primo adattamento è quello prodotto dalla BBC Radio nel 1956, in cui Gandalf era doppiato da Norman Shelley, che però non riscosse il successo sperato; persino Tolkien rimase deluso dell'opera. John Huston ha doppiato Gandalf nei due film animati prodotti da Rankin/Bass The Hobbit e Il ritorno del re. Nella versione a cartoni del 1978 invece Gandalf è doppiato da William Squire. Heron Carvic ha doppiato Gandalf nell'adattamento radio della BBC The Hobbit (1968), mentre Sir Michael Hordern, invece, ha doppiato Gandalf nell'adattamento radio The Lord of the Rings (1981), sempre della BBC.
Nella trilogia de Il Signore degli Anelli diretta da Peter Jackson, il ruolo di Gandalf è interpretato da Ian McKellen, con la voce italiana di Gianni Musy. McKellen ha dichiarato di aver recitato ispirandosi al modo di parlare di Tolkien stesso (come fece lo scrittore per la parlata di Barbalbero, si dice ispirata a C. S. Lewis). Per il ruolo venne considerato Sean Connery, il quale rifiutò la parte perché non intendeva stare diciotto mesi in Nuova Zelanda e anche perché lui stesso affermò di non essere mai riuscito a capire i romanzi di J. R. R. Tolkien. McKellen ha doppiato, successivamente, Gandalf nel videogioco Il Signore degli Anelli: La Terza Era.

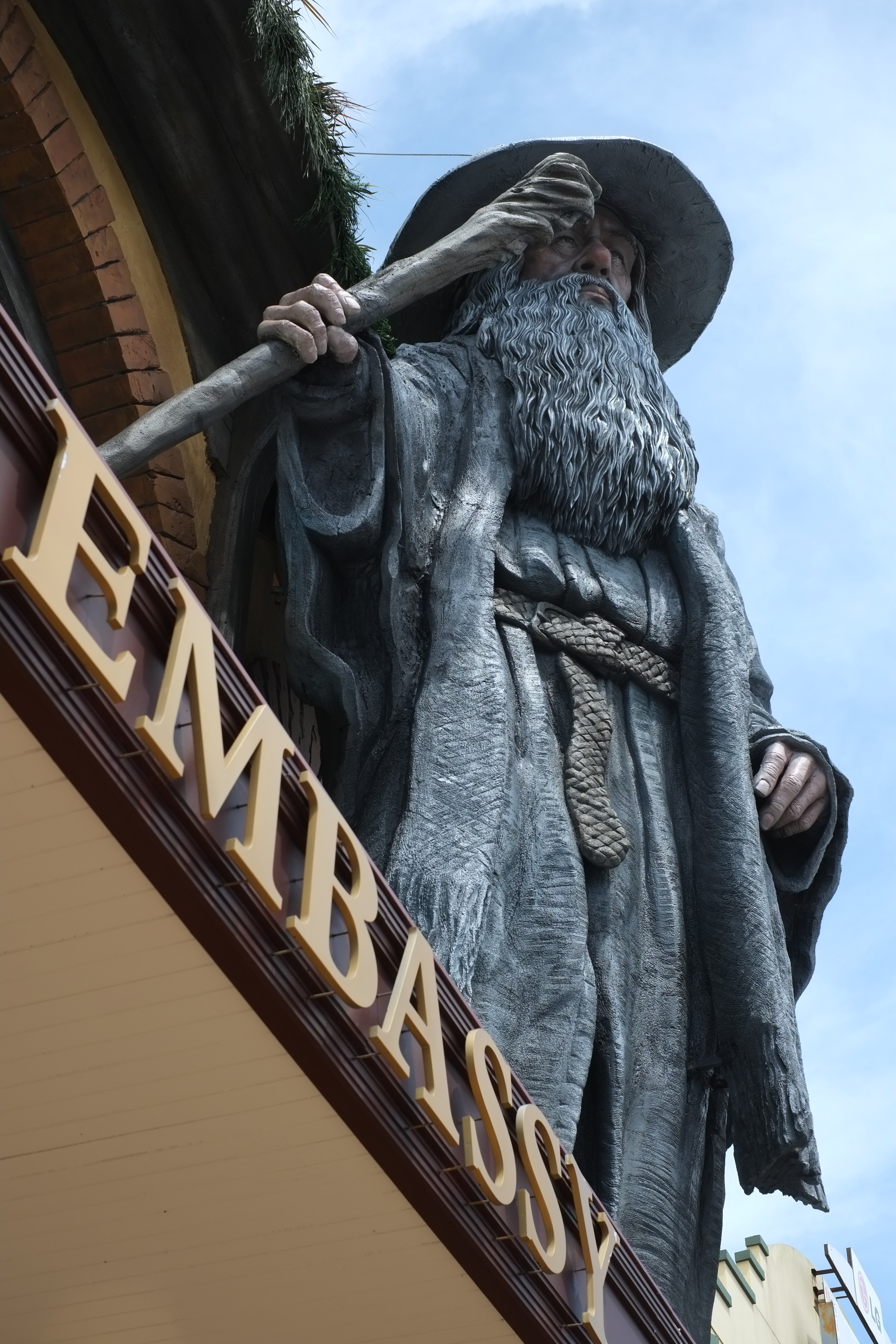
Statua del personaggio all'Embassy Theatre di Wellington durante la première del film Lo Hobbit - Un viaggio inaspettato

Nella trilogia de Lo Hobbit, sempre diretta da Jackson, McKellen ha ripreso il ruolo di Gandalf. Questa nuova trilogia non si limita solo a raccontare la storia de Lo Hobbit, bensì traspone anche alcuni argomenti presenti nelle appendici de Il Signore degli Anelli, compreso il viaggio di Gandalf a Dol Guldur e le riunioni con il Bianco Consiglio. Inoltre, nelle nuove pellicole, Gandalf indossa anche la sua iconica sciarpa argentata, abbigliamento che era stato trascurato nella trilogia precedente. A causa del decesso di Musy, il direttore del doppiaggio italiano, Francesco Vairano, ha scelto Gigi Proietti come nuova voce per il personaggio.
Nella serie televisiva Il Signore degli Anelli - Gli Anelli del Potere di Amazon Prime Video, Gandalf è interpretato da Daniel Weyman con la voce italiana di Francesco Sechi. Denominato inizialmente Lo Straniero, appare per la prima volta sul finale dell'episodio pilota della prima stagione. Arriva nella Terra di Mezzo sotto forma di un meteorite e cerca di integrarsi in una tribù di pelopiedi, nonostante essi siano inizialmente assai sospettosi nei suoi confronti. Nell'episodio finale della stagione, lo Straniero viene catturato da tre sacerdotesse in cerca di Sauron (che lo ritengono l'Oscuro Signore), ma viene salvato dai pelopiedi Nori, Poppy, Begonia e dal capo tribù Sadoc. Infine lo Stregone decide di lasciare la comunità per indagare sul male presente nelle terre di Ruhn. Nella seconda stagione, lo Stregone, insieme a Nori e Poppy, raggiunge Ruhn. Durante il viaggio incontra Tom Bombadil, che gli funge da mentore e lo istruisce sulla magia; il mago riceve anche visioni sul suo ruolo cruciale nella lotta contro il male, arrivando a capire che è suo destino affrontare Sauron e un misterioso Stregone Oscuro che sta spadroneggiando a Ruhn. In seguito lo straniero, che aveva perso Nori e Poppy, le ritrova ospiti di una comunità di sturoi, che riesce a salvare dallo Stregone Oscuro. Infine saluta Nori e Poppy, comprendendo che le loro strade sono destinate a dividersi, e gli sturoi lo soprannominano Gandalf, ossia "Grande Elfo".

## Accoglienza e cultura di massa
A Gandalf sono intitolati i Gandalf Colles su Titano. Il suo nome è usato occasionalmente per indicare un saggio mentore. Ad esempio, il politico britannico Oliver Letwin è stato chiamato "il Gandalf del processo" per il suo lavoro svolto al Partito Conservatore sotto David Cameron. Il personaggio di Albus Silente della serie di Harry Potter è stato spesso paragonato a Gandalf, con il quale condivide non solo l'aspetto ma anche la saggezza e le virtù.
Mary Hoffman ha elogiato Gandalf, ritenendolo uno dei suoi personaggi immaginari preferiti. Ian McKellen ha ricevuto molti consensi positivi per la sua interpretazione di Gandalf nelle due trilogie di Peter Jackson. In particolare, McKellen ha ricevuto uno Screen Actors Guild Award e un Saturn Award per il miglior attore non protagonista, e una nomination al Premio Oscar nella medesima categoria per il film Il Signore degli Anelli - La Compagnia dell'Anello. Inoltre, la rivista Empire l'ha classificato al 30º posto nella classifica dei personaggi cinematografici più grandi di tutti i tempi.
Il personaggio di Gandalf è stato parodiato in alcuni sketch e serie animate. Nella serie I Griffin (Family Guy) nell'episodio Petergeist c'è una scena in cui il vecchio Herbert combatte contro un albero gigante e animato che stava catturando Chris e dice la celebre frase "You shall not pass!" (in italiano "Tu non puoi passare!"), chiaro riferimento allo scontro tra Gandalf e il Balrog. In un episodio della sitcom Friends, Ross e Chandler parlano a un amico di università chiamato "Gandalf". Nell'episodio Two Birds of a Feather di Magnum, P.I. c'è una scena ambientata nella guerra del Vietnam in cui Magnum e i suoi amici utilizzano il nome in codice "Frodo" durante il tentativo di contattare "Gandalf" per ottenere supporto aereo. Il personaggio viene citato inoltre nella serie Marvel The Falcon and the Winter Soldier.